# Luigi Bazzoni
Luigi Bazzoni (Salsomaggiore Terme, 25 de juny de 1929 - 1 de març de 2012) va ser un guionista i director de cinema italià.

## Biografia
Nascut a Salsomaggiore Terme, Bazzoni era el germà gran del director i director de fotografia Camillo Bazzoni i cosí del guanyador de l'Oscar Vittorio Storaro.
Va començar la seva carrera com a ajudant de direcció de Mauro Bolognini. Més tard es va convertir en director de cinema i curtmetratges.
Va guanyar l'atenció de la crítica per dues pel·lícules western, L'uomo, l'orgoglio, la vendetta amb Franco Nero, Tina Aumont, i Klaus Kinski e Blu Gang - E vissero per sempre felici e ammazzati del 1973', pel qual Tony Renis va guanyar el Nastro d'Argento a la millor banda sonora.
El seu curtmetratge Di Domenica va obtenir una menció especial del jurat al 16è Festival Internacional de Cinema de Canes de 1963.

## Filmografia

### Director
- 1963 - Di domenica - curtmetratge
- 1963 - Un delitto - curtmetratge
- 1965 - La donna del lago
- 1966 - Sortilegio - curtmetratge
- 1966 - Sirtaki - curtmetratge
- 1967 - L'uomo, l'orgoglio, la vendetta
- 1971 - Giornata nera per l'ariete
- 1973 - Blu Gang - E vissero per sempre felici e ammazzati - firmat com Marc Meyer
- 1975 - Le orme
- 1994 - Roma imago urbis - documental

### Guionista
- 1960 - La contessa azzurra - dirigida per Claudio Gora
- 1965 - La donna del lago - dirigida per Luigi Bazzoni e Franco Rossellini
- 1967 - L'uomo, l'orgoglio, la vendetta - dirigida per Luigi Bazzoni
- 1970 - Metello - dirigida per Mauro Bolognini
- 1971 - Giornata nera per l'ariete - dirigida per Luigi Bazzoni
- 1975 - Le orme - dirigida per Luigi Bazzoni
- 1980 - La via del silenzio - dirigida per Franco Brocani
- 2005 - Raul - Diritto di uccidere - dirigida per Andrea Bolognini

### Ajudant de direcció
- 1958 - Pia de' Tolomei - dirigida per Sergio Grieco
- 1960 - El bell Antonio - dirigida per Mauro Bolognini
- 1960 - La contessa azzurra - dirigida per Claudio Gora
- 1960 - La giornata balorda - dirigida per Mauro Bolognini
- 1961 - La viaccia - dirigida per Mauro Bolognini
- 1962 - Senilità - dirigida per Mauro Bolognini
- 1962 - Agostino - dirigida per Mauro Bolognini
- 1964 - La donna è una cosa meravigliosa - dirigida per Mauro Bolognini, Shuntarô Tanikawa, Pino Zac